# Nicolae Hortolomei
Nicolae Hortolomei (n. 27 noiembrie 1885, Huși - d. 3 ianuarie 1961, București) a fost un medic chirurg român, director al clinicii de Chirurgie și Urologie de la Spitalul Colțea din București, profesor universitar la Facultatea de Medicină, membru titular (1948) al Academiei Române.

## Biografie
După absolvirea școlii primare în orașul natal, urmează liceul și facultatea de medicină la Iași, fiind extern, intern și preparator la Institutul de anatomie. În 1909 obține doctoratul în medicină și chirurgie cu teza "Absența congenitală a tibiei", sub îndrumarea profesorului Ernest Juvara. După un scurt stagiu la circumscripția sanitară Oancea, devine medic secundar prin concurs în clinica de boli genito-urinare iar, din 1911, asistent în clinica de chirurgie condusă de Ernest Juvara și, mai târziu, de Amza Jianu. Urcă treptele ierarhiei didactice ajungând "șef de lucrări". Urmează o specializare în urologie la Paris în serviciul profesorului Felix Legueu, participă la primul război mondial, organizând spitalele de campanie din Moldova, împreună cu Iacob Iacobovici. După unirea Basarabiei cu România, este numit șef al secției de chirurgie în spitalul din Chișinău. În 1920, devine profesor de chirurgie la facultatea de medicină din Iași, în locul lui Amza Jianu, transferat la București. Hortolomei abordează o chirurgie largă - abdominală, urologică, genitală și oncologică - bazată pe principii fiziologice, fiind considerat întemeietorul chirurgiei fiziologice în România. Împreună cu Vladimir Buțureanu, elaborează monografia "Chirurgie de l'ulcère gastrique et duodenal", pe care - în 1931 - o publică în Editura Masson din Paris.
În 1930, este transferat la București în calitate de medic primar șef al serviciului de urologie din spitalul Colentina iar, în 1933, preia conducerea clinicii de chirurgie și urologie de la spitalul Colțea și funcția de profesor la facultatea de medicină, unde desfășoară o activitate complexă, dezvoltând o școală la care s-au format șapte profesori universitari, printre care Theodor Burghele, Gheorghe Olănescu, Ioan Juvara, Dan Setlacec. Nicolae Hortolomei a fost membru al Academiei Franceze de Chirurgie și al multor altor societăți științifice internaționale.

## Distincții
- Semnul Onorific „Răsplata Muncii pentru 25 ani în Serviciul Statului” (13 octombrie 1941)[5]
- Medalia „A cincea aniversare a Republicii Populare Române” (24 decembrie 1952) „pentru lupta și munca duse în vederea făuririi, consolidării și prosperării Republicii Populare Române”[6]
- titlul de „Medic Emerit al Republicii Populare Romîne” (5 august 1954) „pentru merite excepționale și realizări deosebite în domeniul ocrotirii sănătății oamenilor muncii”[7]
- Ordinul Muncii clasa I (21 august 1954) „pentru merite deosebite pe tărîmul construcției de stat, economice, sociale și culturale, cu ocazia celei de a zecea aniversări a eliberării patriei noastre”[8]
- Ordinul Muncii clasa I (26 noiembrie 1955) „pentru îndelungata activitate științifică și didactică, cu prilejul împlinirii a 70 ani de la naștere”[9]
- Ordinul „Steaua Republicii Populare Romîne” clasa a II-a (31 decembrie 1956) „cu prilejul împlinirii a 90 de ani de la înființarea Societății Academice Romîne, pentru merite deosebite in muncă”[10]